# Jak powstawał Robinson
Jak powstawał Robinson (tyt. oryg. ros. Как создавался Робинзон) – radziecki krótkometrażowy film komediowy z 1961 roku, w reżyserii Eldara Riazanowa, na motywach opowiadania "Sowierszenno sierjozno" Ilji Ilfa i Jewgienija Pietrowa. 

## Fabuła
W redakcji czasopisma "Prikluczenczeskoje dieło" pojawia się pisarz Mołdawancew, który chce opublikować powieść o radzieckim Robinsonie Crusoe. Redaktor zamierza gruntownie pozmieniać tekst przed publikacją, a nawet usunąć z powieści postać Robinsona. Pisarz upiera się przy swoim bohaterze twierdząc, że nie jest on zwykłym Robinsonem, ale Robinsonem radzieckim.

## Obsada
- Anatolij Papanow jako redaktor pisma "Prikluczenczeskoje dieło"
- Siergiej Filippow jako pisarz Mołdawancew
- Pawieł Tarasow jako krytyk filmowy
- Gieorgij Kulikow jako scenarzysta
- Piotr Riepnin jako krytyk filmowy
- Igor Srietienski